# コラテラル・ダメージ
『コラテラル・ダメージ』（Collateral Damage）は、2002年に公開されたアーノルド・シュワルツェネッガー主演のアメリカのヴィジランテ映画。

## 概要
アーノルド・シュワルツェネッガー主演、アンドリュー・デイヴィス監督。
ゲリラ特殊部隊の手によって妻と息子を殺されたロサンゼルスの消防士（シュワルツェネッガー）が、復讐をするためコロンビアに赴き、家族を殺した犯人たちと対峙する物語。
タイトルの「コラテラル・ダメージ」とは直訳すると「副次的な被害（巻き添え）」であるが、そこから「戦闘における民間人被害」や「政治的にやむを得ない犠牲」というニュアンスで使われる。

## ストーリー
ロサンゼルスの消防士ゴーディー・ブルーアーは、ビルの屋外カフェで妻子と待ち合わせをしていたが、彼が待ち合わせの時間に少し遅れて到着した直後、ビルの正面に停めてあったバイクが爆発し妻子は死亡、自身もとっさに駆け付けようと車道に飛び出したところで車にはねられてしまう。事件はコロンビアのゲリラ組織「コロンビア解放軍」の指導者クラウディオ、通称「ウルフ」が、敵対関係にあるコロンビア政府並びに協力関係にあるアメリカやCIAの要人を狙ったもので、ゴーディーはウルフらしき不審な白バイ警官を目撃していたことを捜査当局に伝える。しかし、ゲリラとの和平交渉を優先するアメリカ政府の方針から、捜査は一向に進まず、ゴーディーが質問の電話をかけても納得のいく答えは返ってこない。事件を報じるテレビ番組ではゲリラに同情的な意見として「ゴーディーの妻子の死はコラテラル・ダメージ（軍事目的の為の致し方ない犠牲）に過ぎない」という発言が放送され、激怒したゴーディーがテレビ局に殴り込む騒動まで起きる。CIAエージェントのブラントから政府の裏事情を含めた話を聞かされたゴーディーは、妻子の仇を討つためにコロンビアやコロンビア解放軍について調査を進めた末、単身コロンビアに乗り込む事を決断する。コロンビアへはビザが無ければ入国できず、ゴーディーがビザを申請しても得られる可能性はまずなかった為、ビザが無くても入国できる北の隣国のパナマから徒歩で国境のジャングルより越境する手を選び、バスで川沿いの都市モンポスへと移動。そこでゲリラ支配地域への通行許可証を入手しようと画策する。
議会の命令で現地からの撤収を命じられコロンビアに来ていたブラントは、ゴーディーが来ていることを知り「アメリカ人がゲリラに殺された」という事実を作り出して強引にゲリラを殲滅することを企み、ゲリラや腐敗した現地警察に彼の情報を流す。ゴーディーは街中でゲリラに拉致されそうになるが、現地警察に「不法滞在」を理由にゲリラ共々拘束されてしまう。その夜、ゴーディーが収監された刑務所がゲリラに襲撃され、彼は混乱に紛れて脱走に成功する。ゴーディーはゲリラ相手に仕事をしているカナダ人ショーンを脅迫してゲリラの支配地域への通行許可証を受け取り、ゲリラの依頼でコカインを密造しているフェリックスの元に潜入する。それを知ったウルフはゴーディーを捕まえるために部下を派遣するが、彼は密かに仕掛けた罠でコカイン工場を爆破し、そのままウルフの部下たちが乗って来たトラックの下に潜り込んで隠れる。一方フェリックスは工場爆破の件について「何とかする」と釈明するものの撃ち殺され、ゴーディーはトラックの下にしがみ付いたまま走るトラックを隠れ蓑とする形でウルフのアジトに潜入する。ゴーディーは入手した手榴弾をガスタンクに仕掛けて大爆発を起こさせることでウルフを暗殺しようとするが、そこにモンポスの街中で出会ったセリーナ・マウロ母子が現れる。二人が爆破に巻き込まれることを恐れたゴーディーは「逃げろ」と叫ぶが、ウルフはゴーディーとセリーナの叫び声を聞いてアジトから脱出した為、暗殺に失敗してしまう。
ゴーディーはウルフに捕まって監禁されるがセリーナの懇願で命を救われる。セリーナはウルフことクラウディオの妻であり、かつてゲリラを狙ったアメリカ軍の攻撃の巻き添えによって実娘を殺されたこと、マウロは養子であること、そしてゴーディーとクラウディオは似た境遇の同類であることを語る。ゴーディーは彼女にクラウディオを止めるよう説得するが、クラウディオは次のテロを実行するためにアメリカに向かっていた。一方、ゴーディーが捕まったことを知ったブラントは攻撃部隊を引き連れて「ゲリラに捕まったアメリカ人を救出する」という名目でゲリラのアジトを、ゲリラと共存している地元民も巻き添えにする形で襲撃する。ゴーディーはセリーナに助け出され、途中で自分をゲリラと勘違いした攻撃部隊の隊員を地雷原へと突き飛ばし死亡させる。そしてゴーディーはゲリラを壊滅させたと悦に入っていたブラントの前に姿を現すや「もう手遅れだ。奴は次のテロに向かっている」と言い放ち、クラウディオを止めるためにブラントと共にアメリカに向かう。
ワシントンD.C.の国務省ビルに到着したゴーディーとセリーナは、ワシントン各所の監視カメラの映像からクラウディオがユニオン駅に侵入した事を突き止める。そして彼が駅の一角にトランクを設置したことを確認した為、ラッシュアワーの時間帯を狙ってトランク内に仕込んだ爆弾を起爆する計画だと推測。ただちに爆弾処理班が急行する。ゴーディーは事態の推移とセリーナ親子を見守っていたが、セリーナがマウロと一緒に化粧室へ行こうとした際、何故かマウロがその場を離れようとしない事。そしてセリーナが「ウルフ」の犯行声明の映像と同じ仕草でマウロを急かし立てた事に違和感を抱く。一方、爆弾処理班はユニオン駅に辿り着くが、金目の物品が入っていると勘違いした浮浪者にトランクを持ち去られ、開けられてしまう。しかしトランクは爆発せず、それ以前にトランクの中身は空であった。
ゴーディーは結局マウロを残して席を外したセリーナの後を追うと、セリーナは女子トイレの中で自分に同行していた女性捜査官を殺害して拳銃を奪い、逃走していた。実はロサンゼルスの爆破事件で起爆スイッチを押した実行犯はクラウディオではなくセリーナであり、犯行声明ビデオに映っていた「ウルフ」の正体もセリーナだった。彼女がゴーディーを助けたのは、協力者のふりをして国務省ビルに潜入するためだったのだ。対策室に戻ったゴーディーはマウロの玩具に偽装した爆弾を屋外に放り出して国務長官や捜査官たちの命を救い、セリーナの後を追う。トイレの捜査官の死体から状況を把握したブラントも彼女を追うがエレベーターで返り討ちにされて死亡する。クラウディオと合流したセリーナは地下道を逃走するが、ゴーディーによって通路を封鎖されてしまう。ゴーディーは消火斧で通路のガス管を破壊し、引き返してきたクラウディオたちに発砲させてガス爆発を起こさせる。しかし、二人は爆風に巻き込まれながらも生き延びていた。ゴーディーは反撃してきたセリーナを変電設備に投げ込んで感電死させ、激怒したクラウディオに殴り倒される。クラウディオは携帯電話を取り出し、国務省ビルの地下駐車場に停めたトラックに仕込んだ大型爆弾を起爆しようとするが、ゴーディーに消火斧を投擲されて倒される。クラウディオの手から落ちた携帯電話に起爆用の電話番号が入力済みだったが、かろうじて爆破は実行されておらず「発信するかキャンセルするか」と表示されていた。ゴーディーは発信することなく携帯電話を折り畳むと捜査官たちからマウロを引き取り、国務省ビルを後にする。

## 登場人物
ゴーディー・ブルーアー
演 - アーノルド・シュワルツェネッガー
ロサンゼルスの消防士。妻子をテロで失い、アメリカ議会が捜査を打ち切ったことから単独で実行犯であるウルフに復讐を誓う。
ピーター・ブラント
演 - イライアス・コティーズ
CIAエージェント。テロリスト殲滅に使命感を抱いているが、その過程で無関係な現地住民やアメリカ国民を犠牲にする事を厭わない。
セリーナ・ペッリーニ
演 - フランチェスカ・ネリ
クラウディオの妻。手話で会話出来る。ゴーディーの境遇に理解を示し協力するような素振りを見せる。
クラウディオ・ペッリーニ
演 - クリフ・カーティス
ゲリラ組織「コロンビア解放軍」の冷酷な指導者。通称ウルフ。元は教師を務める穏やかな人物だったが、アメリカ軍によるゲリラ殲滅作戦の巻き添えで実娘を殺されたことから復讐のためテロリストになった。
フェリックス・ラミレス
演 - ジョン・レグイザモ
カナダ人。コカインを製造しているが、彼自身はラッパーになる夢を抱いていた。ゴーディーによるクラウディオ暗殺計画に巻き込まれ、巻き添えにされるような形で殺害されてしまう。
ショーン・アームストロング
演 - ジョン・タトゥーロ
修理屋。主にゲリラの相手をしている為、ゲリラ支配地域への通行証を持っている。
フィップス
演 - ミゲル・サンドバル
捜査官。アメリカ国内の事件を担当している。
アン・ブルーアー
演 - リンゼイ・フロスト
ゴーディーの妻。ロサンゼルスの爆破事件で死亡した。
マット・ブルーアー
演 - イーサン・ダンプ
ゴーディーとアンの息子。ロサンゼルスの爆破事件で死亡した。
マウロ
演 - タイラー・ポージー
両親を殺されペッリーニ夫妻に引き取られた養子。失語症を患っている。
シュラブ
演 - マディソン・メイソン
国務次官。
ジャック
演 - マイケル・ミルホーン
ゴーディーの同僚。
ロニー
演 - エリック・ワーシー
ゴーディーの友人。
オーティス・ドビンゲス
演 - ジョン・ヴェラ
南米連帯委員会の人間。コロンビア解放軍の理解者。ブルーアー母子の死を「コラテラル・ダメージに過ぎない」と評した。
エド
演 - J・ケネス・キャンベル
元コロンビア軍の顧問。

## キャスト
| 役名                                   | 俳優                             | 日本語吹替 | 日本語吹替   | 日本語吹替 |
| 役名                                   | 俳優                             | ソフト版   | フジテレビ版 |            |
| -------------------------------------- | -------------------------------- | ---------- | ------------ | ---------- |
| ゴーディー・ブルーアー                 | アーノルド・シュワルツェネッガー | 玄田哲章   | 玄田哲章     |            |
| ピーター・ブラント                     | イライアス・コティーズ           | 山路和弘   | 金尾哲夫     |            |
| セリーナ・ペッリーニ                   | フランチェスカ・ネリ             | 深見梨加   | 深見梨加     |            |
| クラウディオ・ペッリーニ（通称ウルフ） | クリフ・カーティス               | 家中宏     | 咲野俊介     |            |
| フェリックス・ラミレス                 | ジョン・レグイザモ               | 北沢洋     | 後藤敦       |            |
| ショーン・アームストロング             | ジョン・タトゥーロ               | 牛山茂     | 石塚運昇     |            |
| フィップス捜査官                       | ミゲル・サンドバル               | 諸角憲一   | 塩屋浩三     |            |
| ドレイ                                 | ハリー・J・レニックス            | 手塚秀彰   | 津田英三     |            |
| アン・ブルーアー                       | リンゼイ・フロスト               | 堀越真己   | 相沢恵子     |            |
| マット・ブルーアー                     | イーサン・ダンプ                 | 上村祐翔   |              |            |
| シュラブ国務次官                       | マディソン・メイソン             | 佐々木敏   | 糸博         |            |
| 国務長官                               | ミリー・スラビン                 | 弘中くみ子 | 久保田民絵   |            |
| ジャック                               | マイケル・ミルホーン             | 北川勝博   | 福田信昭     |            |
| ロニー                                 | エリック・ワーシー               | 田中正彦   |              |            |
| ジュニア                               | レイモンド・クルス               | 米田直嗣   |              |            |
| ロセッタ                               | ジョサラ・ジナロ                 | 杉本ゆう   |              |            |
| ロチャ                                 | ジョージ・ゼペダ                 | 小室正幸   |              |            |
| デヴェル                               | マイケル・キャバノー             | 平野稔     | 塚田正昭     |            |
| 補佐2                                  |                                  | 三戸崇史   |              |            |
| ビリー                                 |                                  | 中田和宏   |              |            |
| オーティス・ドビンゲス                 | ジョン・ヴェラ                   | 田中正彦   |              |            |
| コリンズ捜査官                         | グレッグ・コリンズ               | 牛山茂     |              |            |
| エド                                   | J・ケネス・キャンベル            | 有本欽隆   | 有本欽隆     |            |
| 少女1                                  | フロール・エドゥアルダ・グローラ | 多緒都     |              |            |
| ロマン                                 | スー・ガルシア                   | 花田光     |              |            |
| ゲリラの見張り番（別名リバーラット）   | ペドロ・ダミアン                 | 田中正彦   |              |            |
| ルッソ                                 | ジェーン・リンチ                 | 藤生聖子   |              |            |
| SWAT隊長                               | ビリー・バートン                 | 田中正彦   |              |            |

- ソフト版

プロデューサー：尾谷アイコ、演出：簑浦良平、翻訳：桜井裕子、調整：亀田亮治、制作：ワーナー・ホーム・ビデオ、ACクリエイト株式会社
- フジテレビ版：初回放送2005年10月8日『プレミアムステージ』

演出：清水洋史、翻訳：栗原とみ子、調整：田中和成、効果：サウンドボックス、制作：東北新社

## 9・11テロ事件の影響
公開直前にアメリカ同時多発テロ事件が発生したため、アメリカでの爆弾テロのシーンは大幅に修正された。また、公開日も2001年10月5日だったものがテロ事件の影響で2002年2月8日に延期された。プレミア上映は2月4日に行われた。当初はソフィア・ベルガラが旅客機をハイジャックするテロリスト役で出演していたが、テロ事件の影響で彼女の登場シーンはカットされた。
しかしながら、テロ事件の後に起こった過剰なほどに愛国心を鼓舞する風潮の中で本作のような暴力的な娯楽映画の持つ意味は読み替えられ、むしろ『コラテラル・ダメージ』は時宜にかなった反テロリズム映画だという宣伝キャンペーンに乗って公開された。主演のシュワルツェネッガーはハリウッドきってのタカ派俳優であったものの、作品のマンネリ化で新作ごとに観客動員数が減少しはじめていたが、テロ事件によって『コラテラル・ダメージ』は公開後1週間の興行収入が彼の全主演作のうち第1位を記録するヒットとなった。

## 評価
Rotten Tomatoesには142件のレビューが寄せられ、支持率19%、平均評価4/10となっており、「タイムリーな題材にもかかわらず、『コラテラル・ダメージ』は突出した所の無い公式通りのサスペンスアクション映画（an unexceptional and formulaic action thriller）となっている」と批評されている。Metacriticでは34件の批評に基づき、33/100のスコアを与えている。